# П'ємонтська мова

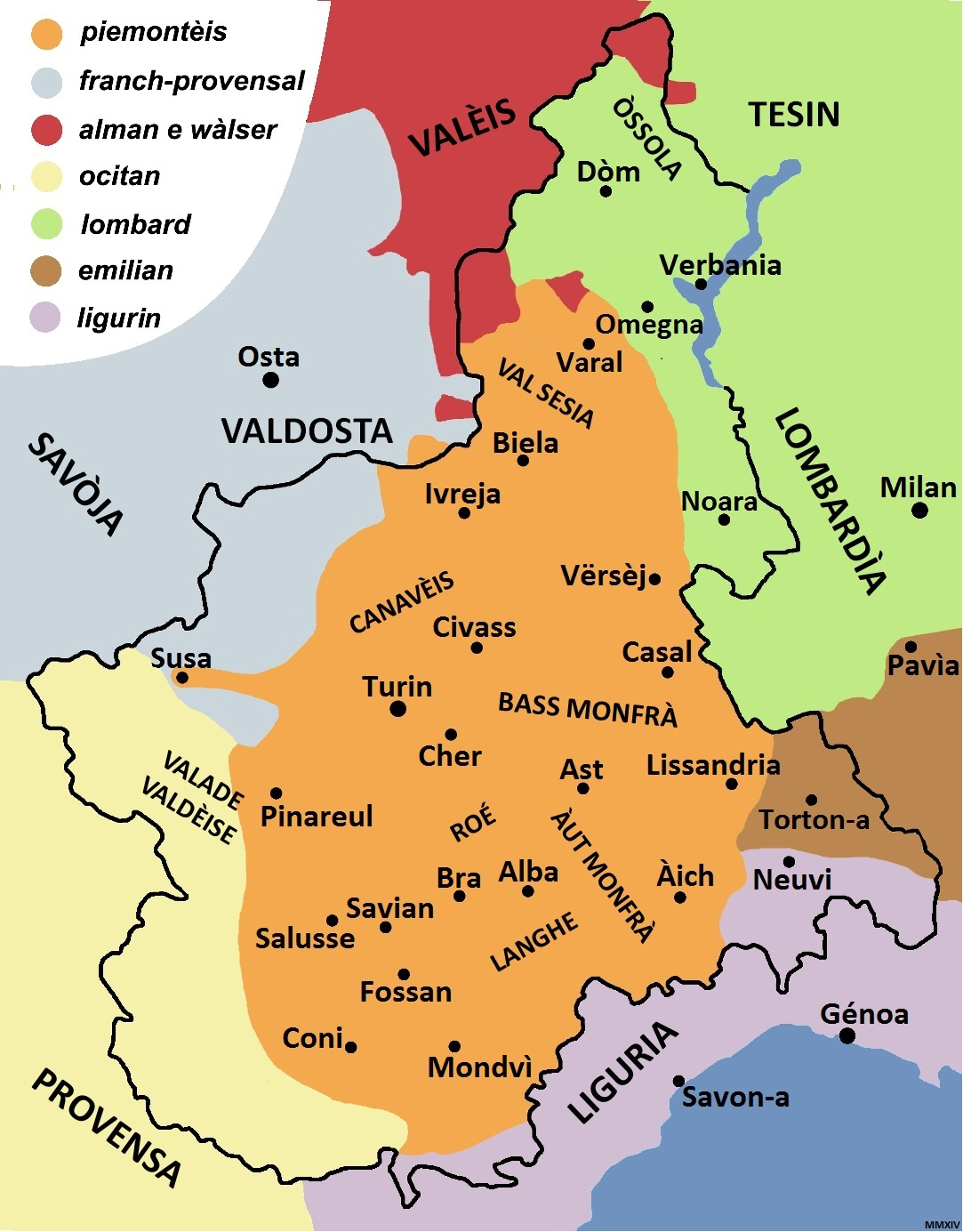
Лінгвістична карта

П'ємонтська мова (п'ємонтське наріччя; п'єм. lenga piemontèisa) — одна з галло-італійських мов, поширена на північному заході Італії в провінції П'ємонт. Традиційно належить до «італійських діалектів». Нею розмовляють близько 2 мільйонів людей.

## Ареал і чисельність
Територія розповсюдження п'ємонтської мови охоплює лише центр області П'ємонт. Західну, альпійську, частину П'ємонту (захід провінцій Кунео та Турин) займають окситанська мова та арпітанські говірки. Кордон між п'ємонтською, окситанською і франкопровансальськими говорами вельми невизначений, оскільки на рівнині п'ємонтська витісняє ці говірки, зберігаючи їх деякі риси. Захід провінції Новара та провінція Оссола належать до ломбардського ареалу.

## Діалекти
П'ємонтська поділяється на:
- туринську, на основі якої сформувалося п'ємонтське койне;
- говірку Канавезе;
- говірку Б'єлла (б'єллезе);
- говірку Ланге (лангароло);
- говірку Монферрато (монферріно) і
- верхньоп'ємонтську.

Існує і загальніший поділ: верхнеп'ємонтська (західна) разом з Туринською протиставляється нижньоп'ємонтській (східній).
Між п'ємонтською та іншими галло-італійськими діалектами чітких меж немає. Говори на півдні П'ємонту, на кордоні з Лігурією, поєднують лігурські і п'ємонтські характеристики. На сході П'ємонту говірка провінції Верчеллі належить до перехідної п'ємонтсько-ломбардської зони. На південному сході говірки південній частині провінції Алессандрія відображають складне переплетіння п'ємонтських, ломбардських, еміліанських та лігурських рис, а район Валле-Куронь належить до еміліанського ареалу.
Койне на основі туринської говірки, що іменується також п'ємонтським койне, поширене по всьому П'ємонту, у тому числі й в долинах, населених носіями окситанських говірок, а також у сусідній Валле-д'Аоста, де споконвічними є арпітанські (франко-провансальські) говірки.

## Писемність
Алфавіт п'ємонтської мови:
| А а | B b | C c | D d | E e | Ë ë | F f | G g | H h | I i | J j | L l | M m | N n | Ò ò | O o | P p | Q q | R r | S s | T t | U u | V v | Z z |